# Maloides
Maloides is een monotypisch geslacht van spinnen uit de  familie van de Amaurobiidae (nachtkaardespinnen).

## Soort
- Maloides cavernicola Forster & Wilton, 1973